# Relaciones Estados Unidos-Trinidad y Tobago

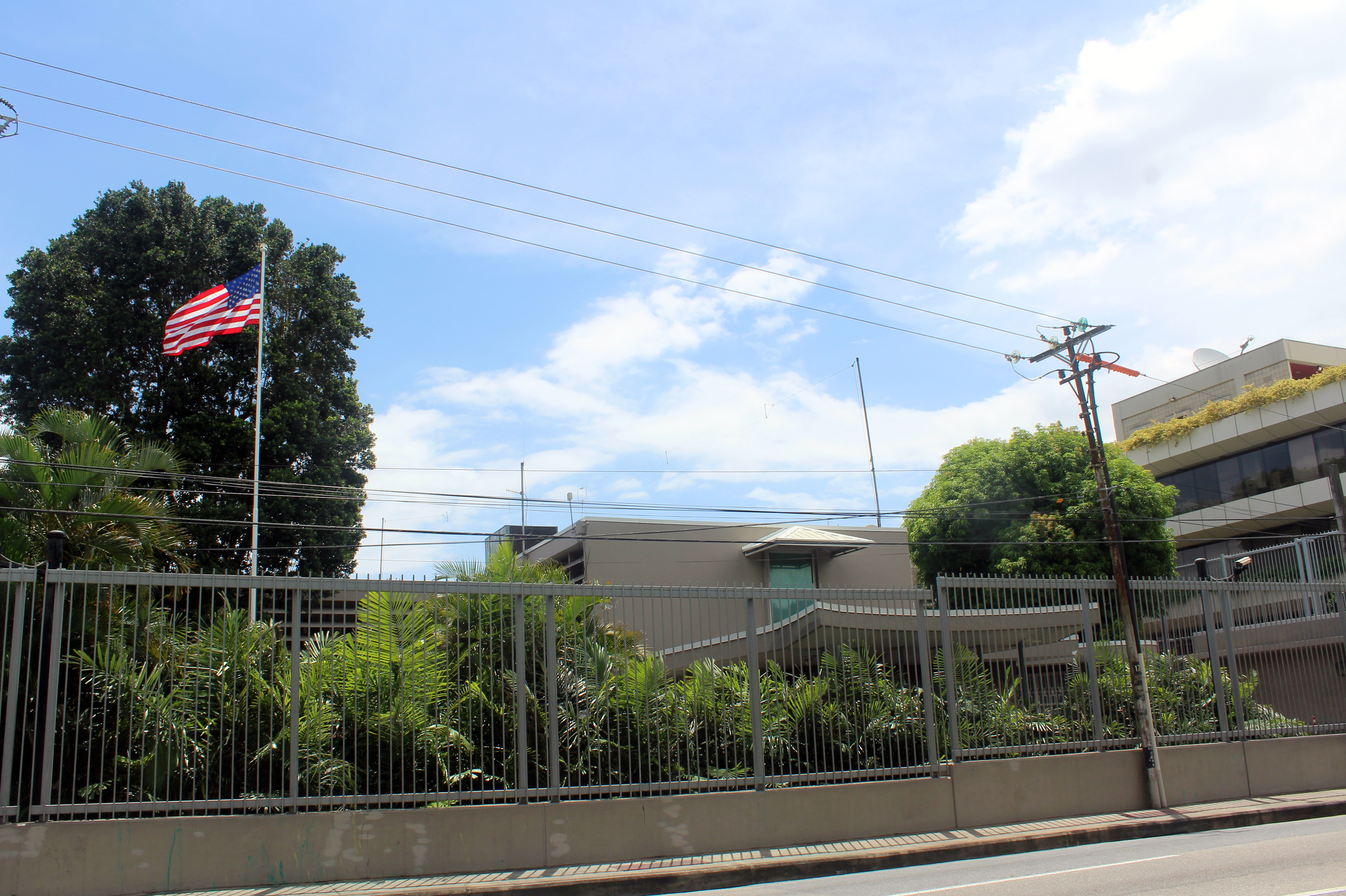
Embajada de Estados Unidos en Puerto España, Trinidad y Tobago.

Las relaciones Estados Unidos-Trinidad y Tobago son las relaciones diplomáticas entre Estados Unidos y Trinidad y Tobago.
Los Estados Unidos y Trinidad y Tobago disfrutan de relaciones cordiales. Los intereses de los Estados Unidos aquí y en todo el hemisferio se centran en aumentar la inversión y el comercio, y en garantizar suministros más estables de energía. También incluyen mejorar la estabilidad política y social de Trinidad y Tobago y un papel regional positivo a través de la asistencia en la interdicción de drogas, problemas de salud y asuntos legales. La Misión diplomática de los Estados Unidos se estableció en Puerto España en 1962, en reemplazo del antiguo Consulado general.

## Antecedentes
Los programas de Educación y Capacitación Militar Internacional (IMET) y de Financiamiento Militar Extranjero (FMF) se suspendieron en 2003 bajo los términos de la Ley de Protección de Miembros de los Servicios Americanos (ASPA), porque Trinidad y Tobago, un miembro de la [ [Corte Penal Internacional], no había celebrado un acuerdo bilateral de no entrega o "Artículo 98" con los Estados Unidos. Sin embargo, cuando el Congreso desvinculó el financiamiento de IMET de las sanciones del Artículo 98, se restableció una asignación nominal de $ 45,000 en IMET para finales de 2007. Actualmente, la principal fuente de asistencia financiera proporcionada a la fuerza de defensa es a través del Departamento de Estado de los Estados Unidos, fondos de Actividades del Comandante Tradicional, el Programa de Colaboración Estatal (con Delaware) , y IMET. La asistencia a Trinidad y Tobago de los militares de los EE. UU., Las autoridades policiales y en el área de los problemas de salud sigue siendo importante para la relación bilateral y para lograr los objetivos de la política de los EE. UU.
El gobierno de los Estados Unidos también brinda asistencia técnica al gobierno de Trinidad y Tobago a través de varios acuerdos existentes. El Departamento de Seguridad Nacional tiene un Equipo Asesor de Aduanas que trabaja con el Ministerio de Finanzas para actualizar sus procedimientos. De manera similar, el Departamento del Tesoro de los Estados Unidos tenía un Servicio de Impuestos Internos (IRS) que asesoraba al equipo que trabajaba con la Junta de Ingresos Internos modernizando su administración tributaria; este proyecto de larga duración finalizó en octubre de 2007. Los [Centros para el Control y la Prevención de Enfermedades] (CDC) de EE. UU., que forman parte del Departamento de Salud y Servicios Humanos, colabora con el Centro de Epidemiología del Caribe (CAREC), con sede en Trinidad, y otros socios regionales para proporcionar asistencia técnica y apoyo financiero para VIH/SIDA - vigilancia epidemiológica relacionada con la salud pública Formación en la región.
Los lazos comerciales de los Estados Unidos con Trinidad y Tobago siempre han sido fuertes y han crecido sustancialmente en los últimos años debido a la liberalización económica. Las empresas estadounidenses han invertido más de mil millones  dólares en los últimos años, principalmente en Productos petroquímicos,  petróleo / gas, y hierro/acero sectores. Muchas de las corporaciones más grandes de los Estados Unidos tienen vínculos comerciales con Trinidad y Tobago, y más de 30 empresas estadounidenses tienen oficinas y operaciones en el país. Trinidad y Tobago es beneficiario de los EE. UU. Iniciativa de la Cuenca del Caribe (CBI). La embajada de EE. UU. Fomenta activamente los lazos comerciales bilaterales y proporciona una serie de servicios comerciales a posibles inversores y comerciantes. Ha existido un acuerdo de [doble imposición] desde principios de los años setenta. En 1989 se firmó un acuerdo de intercambio de información fiscal y en 1994 se firmó un Tratado Bilateral de Inversión (BIT) y un Propiedad Intelectual. El TBI entró en vigor en 1996. Otros acuerdos incluyen Extradición y los tratados de asistencia judicial recíproca, vigentes desde 1999. En 1996 se firmó un acuerdo de cooperación marítima.
Hay un gran número de ciudadanos estadounidenses y residentes permanentes de origen trinitense que viven en los Estados Unidos (principalmente en Nueva York y Florida), lo que mantiene fuertes los lazos culturales. Alrededor de 20,000 ciudadanos estadounidenses visitan Trinidad y Tobago en vacaciones o por negocios cada año, y más de 4,600 ciudadanos estadounidenses son residentes.
Los principales funcionarios de la Embajada de los Estados Unidos incluyen:
- Embajador: Beatrice Wilkinson-Welters
- Jefe de Misión Adjunto: David Wolfe
- Jefe político / económico: Jeff Mazur
- Jefe consular: Jim Loveland
- Oficial de Gestión — Margaret Sula
- Oficial de Seguridad Regional — Darryl Waller
- Oficial de Asuntos Públicos — Marica Friedman

## Misiones diplomáticas
La Embajada de los Estados Unidos para la República de Trinidad y Tobago se encuentra en la ciudad capital Puerto España, en la isla principal de Trinidad.